# Ana Ducas
Ana Ducas (en griego: Άννα Δούκαινα, romanizado: Anna Dúkena) fue una aristócrata bizantina de finales del siglo xI y principios del siglo xii, hermana de la emperatriz consorte Irene Ducas.
Era la segunda hija del protosebasto Andrónico Ducas y María de Bulgaria. Su padre era sobrino del emperador bizantino Constantino X Ducas, mientras que su madre era la nieta de Iván Vladislav, zar de Bulgaria. Debió nacer hacia 1068. En 1078, su hermana Irene se casó con Alejo I Comneno, que con este vínculo matrimonial se aseguró el apoyo de la familia Ducas en su golpe de estado contra Nicéforo III Botaniates.
Ana se casó con el sebasto Jorge Paleólogo incluso antes de que su cuñado accediera al trono. En la Alexíada, Ana Comnena relata que Jorge Paleólogo fue convencido de apoyar a Alejo Comneno por la convicción de su esposa y su suegra. Este pasaje de Alexíada documenta los orígenes familiares de Ana y su relación con Alejo I.
Ana y Jorge tuvieron cuatro hijos:
- Nicéforo Ducas Paleólogo,[6] sebasto
- Andrónico Ducas Paleólogo (fallecido hacia el 1115/1118)[6]
- Alejo Paleólogo,[7] general bajo el emperador Manuel I Comneno
- Miguel Paleólogo, sebasto

Según Comnena, Ana es conmemorada en el typikon del monasterio de Nuestra Señora Llena de Gracia y el del monasterio del Pantocrátor. En este primer documento, redactado por la emperatriz Irene hacia el 1116/1118, Ana figura entre los parientes todavía vivos de la emperatriz y mencionada como su hermana, mientras que el typikon del monasterio del Pantocrátor, del 1 el emperador Juan II Comneno como tía suya y esposa del sebasto Jorge Paleólogo. De todo ello se puede deducir que Ana murió entre 1118 y 1136.